# 小煤炱目
小煤炱目（学名：Meliolales）又稱小煤炭菌目，是一类专性寄生菌，屬於子囊菌门粪壳菌纲。该目下有一单科小煤炱科（Meliolaceae）。主要在熱帶地區出現，小煤炱菌会在寄主植物的表面形成黑色菌落，故又被称为黑霉菌。由其引起的植物病害则称为黑霉病。不過，這些傷害一般並不大，所以對經濟影響並不大。

## 下属分类
本目包括以下科：
- Armatellaceae
- 小煤炱科 Meliolaceae G. W. Martin ex Hansf.

科的地位未定的属：
- Meliostroma R.Kar, B.D.Mandaokar & R.K.Kar, 2009